# Юбілейний (Совєтський район)
Юбіле́йний (рос. Юбилейный) — селище у складі Совєтського району Ханти-Мансійського автономного округу Тюменської області, Росія. Входить до складу Малиновського міського поселення.
Населення — 945 осіб (2010, 975 у 2002).
Національний склад станом на 2002 рік: росіяни — 80 %.